# Rebeldes do Samba
Rebeldes do Samba é uma escola de samba de Jaboatão dos Guararapes, PE,  fundada em 20 de outubro de 1962, que participa do Carnaval do Recife. Em 1998, foi desclassificada por atraso. Sob justifica e liminar ganha, em 1999, desfilou com o enredo “É Primavera”, pelo Grupo Especial, tendo no em sua Dupla de carnavalescos, Sideny Jerônimo Melo Silva, 14 anos, para esse ano, sendo o mais novo carnavalesco a assumir uma escola de samba na parte artística; classificação 4-Lugar. Em 2000, com a mesma dupla, obteve o Vice-Campeonato, pelo grupo Especial, sua melhor classificação até os dias de hoje. Em  2002, causou polêmica durante o desfile por ter demorado a desfilar com a sua bateria. 